# Андрей (Петков)
Митрополит Андрей (в миру Стоян Николаевич Петков; 31 декабря 1886, село Врачеш (ныне община Ботевград, Софийская область) — 9 августа 1972, София) — епископ Болгарской Православной Церкви, митрополит Нью-Йоркский.

## Биография
Основное образование получил в городе Тырговиште, а в 1903 году поступил в Софийскую духовную семинарию, которую окончил в 1909 году.
В 1911 году зачислен в Московскую духовную академию.
После начала войны на Балканах ушёл на фронт рядовым, а в 1914—1915 годы служил санитаром в русской армии.
В 1916 году окончил Московскую духовную академию со степенью кандидата богословия с причислением ко второму разряду. С 1916 по 1918 год учительствовал в Санкт-Петербурге.
После октябрьской революции возвратился в Болгарии и с 14 января 1919 до 27 февраля 1921 года служил секретарём, а после инспектором в отделе вероисповеданий Министерства иностранных дел и исповеданий Болгарии.
С 1921 по 1926 год — преподавал в Софийской духовной семинарии.
С 1926 года до 1929 года — начальник Культурно-просветительском отделе на Священного Синода Болгарской православной церкви.
14 декабря 1928 года митрополитом Старозагорским Павлом в Черепишском Успенском монастыре пострижен в монашество с именем Андрей. 15 декабря того же года рукоположён в сан иеродиакона, 16 декабря — в иеромонаха. 19 декабря в Синодальном параклисе святого царя Бориса возведён в сан архимандрита.
20 апреля 1929 года в кафедральном храме-памятнике Успения Богородицы в Варне хиротонисан во епископ Величского и назначен викарием на Варненско-Преславского митрополита Симеона и пребывал в данной должности до его кончины в 1937 году.
26 февраля 1938 года царским указом № 12 назначен Управляющим Американской болгарской епархией. Приступил к делам 3 апреля 1938 года.
Отношения нового епископа с местными болгарскими общинами не сложились, и осенью 1938 года Священный Синод БПЦ был вынужден обратить внимание епископа Андрея на действия некоторых священников, стремившихся к самостийности. В феврале 1939 года по инициативе церковных общин, но без участия епископа Андрея была созвана первая в США конференция представителей от болгарских православных храмов, в которой приняли участие приходы Детройта, Торонто, Индианаполиса, Гранит-Сити и Стилтона.
8 сентября 1942 года скончался экзаршего наместника в Стамбуле епископ Климент (Болгаров), и Болгарский Синод командировал епископ Андрея в Стамбул для его отпевания и погребения. Прибыл в Болгарию из США в июле того же года. Через два месяца — 20 ноября 1942 года Священный Синод поручил епископу Андрею временно управлять экзаршим наместничеством в Константинополе, одновременно оставаясь управляющим Северо-Американской епархией.
Своими непродуманными действиями епископ Андрей вызвал недовольство стамбульских болгар, и 29 июля 1944 года они написали жалобу председателю Священного Синода митрополиту Неофиту (Караабову) с просьбой отозвать епископа Андрея в Болгарию. В письме утверждалось, что последний, вопреки совету консула не посещать дома прихожан, побывал во многих видных болгарских семьях, что стало причиной интернирования 10 глав семейств в Малую Азию и помещения их там в концлагерь до конца войны. Кроме того, епископ Андрей, заявляя, — «Епархиат — это я», без причины уволил ряд членов приходских органов управления, вопреки уставу рукоположил во диакона неграмотного Кирилла Иванова, в ноябре 1943 года «заставил» подать в отставку и уйти на пенсию настоятеля храма-памятника святого Стефана священника К. Белчева. Правда, в ответ на запрос митрополита Неофита в оправдательном письме от 3 октября 1944 года отверг все обвинения в свой адрес.
27 июля 1945 года болгарский посол в Анкаре написал в Министерство иностранных и религиозных дел доклад об опасной ситуации для болгарских общин в Турции. Посол предлагал поставить перед Синодом вопрос о новом священнике и назначении архиерейского наместника на место епископа Андрея, который канонически не может долго оставаться в Стамбуле, и Константтинопольская Патриархия лишь временно терпит его, и отправить епископа Андрея в Америку.  6 декабря 1945 года епископ Андрей согласно указу экзарха Стефана (Шокова) уехал в США. После отъезда епископа Андрея временное управление экзаршим наместничеством было поручено протоиерею Иокиму Мустреву.
26 июля 1947 года в Баффало, штат Нью-Йорк, епархиальный избирательный собор, в который вошли представители клира и мирян, избрал епископ Величскиого Андрея митрополитом Американским. Под нажимом Георгия Димитрова Священный Синод в Болгарии не признал выборов.
В январе 1962 года в церкви Святой Варвары в Веве вместе с архиепископом Антонием (Бартошевичем) совершил таинство венчания над болгарским царём в изгнании Симеоном II и его супругой испанской дворянкой Маргаритой.
В 1963 году Священный Синод признал избрание митрополита Американского и Австралийского Андрея.
В 1969 году по решению Синода Болгарской Православной Церкви Американско-Австралийская епархия была разделена на Нью-Йоркскую, Детройтскую и Акронскую. Митрополит Андрей был поставлен на Нью-Йоркскую кафедру, управление остальными было поручено епископу Знепольскому Иосифу (Иванову).
Митрополит Андрей был организатором и руководителем таких союзов и организаций как: Союз православных христианских братств; Союз православных христианских организаций учащейся молодёжи; Просветительско-благотворительное общество «Православен дом в България» и других. Автор множества богословских трудов.
Скончался 9 августа 1972 года в Софии. Погребён в Тырговиште, в храме святого Иоанна Рыльского.